# ÖBB 1040
L’ÖBB 1040 est une série de locomotives électriques des Chemins de fer fédéraux autrichiens (ÖBB).

## Histoire
Après la Seconde Guerre mondiale, les chemins de fer fédéraux autrichiens mènent un vaste programme d' électrification pour remplacer la locomotive à vapeur. Cependant, l'ÖBB a besoin de locomotives électriques : cela conduit à la construction de la série 1040, conçue sur la base des séries 1045, 1145 et 1245. C'est la première locomotive autrichienne créée après la guerre. Deux séries de 1040 sont construites. Dix locomotives forment le premier lot de construction, elles sont livrées à l'ÖBB en 1950 et 1951 par la Lokomotivfabrik Floridsdorf et ELIN. En 1953, la deuxième série est livrée, composée de six locomotives, qui diffèrent de celles de la première série par les faces d'extrémité. Lors des inspections principales ultérieures, toutes les machines de la première série sont adaptées à l'apparence de la seconde.
Les locomotives sont initialement utilisées pour tracter des trains express et de marchandises. Elles sont ensuite écartées du service de train express. En 2003, les dernières locomotives de la série 1040 sont retirées (les derniers représentants sont les 1040.006 et 015). Plus récemment, elles étaient basés à Selzthal et étaient principalement utilisés sur les trains régionaux et les trains de marchandises de manœuvre dans le Salzkammergut et la ligne de la vallée de l'Enns (de).

## Construction
Mécanique
La série 1245 sert de modèle pour la partie mécanique et optique de la série 1040. L'entraînement se compose de deux bogies à deux essieux reliés l'un à l'autre. L'aspect robuste de la locomotive résulte du corps de la locomotive, qui se compose de sections laminées et de tôles tirées vers l'avant vers la poitrine tampon. La carrosserie et le train de roulement de la locomotive étant soudés, des économies de poids importantes sont réalisées. Cela a un impact particulièrement positif sur la vitesse et les performances du moteur. Les deux postes de conduite de la locomotive sont reliés l'un à l'autre, l'équipement électrique est logé entre eux ; le transformateur est disposé au milieu. Toutes les locomotives de la série 1040 sont livrées à l'ÖBB en vert sapin. Tout au long des années 1970, les locomotives sont colorées en orange sanguine avec une bande de couleur crème. Certains spécimens ont une couche de peinture rouge trafic avant d'être mis hors service.
Électrique
Deux pantographes (type IV) à double bascule, câbles de toit et interrupteurs à gaz comprimé sont logés sur le toit. Le transformateur est refroidi à l'huile et ventilé de l'extérieur. Les quatre moteurs sont contrôlés par une commande de contacteur CC. La production horaire peut être augmentée en repensant l'enroulement du rotor. La transmission (à ressort Sécheron) est issue de la série 1245. Les engrenages d'entraînement à denture droite ont un rapport de démultiplication de 21:93. Différents systèmes de freinage sont disponibles pour les locomotives de la série 1040 : un frein à air comprimé automatique, une valve de post-freinage et un frein auxiliaire à action directe.

## Conservation
Neuf des 20 unités construites sont conservées :
| Numéro     | Année de construction | Coloration | Propriétaire                           | Lieu                                |
| ---------- | --------------------- | ---------- | -------------------------------------- | ----------------------------------- |
| 1040.01    | 1950                  | vert       | République d'Autriche                  | transféré à Strasshof               |
| 1040.008-3 | 1951                  | rouge      | 1.öSEK                                 | Musée du chemin de fer de Strasshof |
| 1040.09    | 1951                  | vert       | Musée du chemin de fer de Waldviertler | Sigmundsherberg                     |
| 1040.010-9 | 1951                  | rouge      |                                        | Südbahnmuseum Mürzzuschlag          |
| 1040.013-3 | 1953                  | rouge      | Club 1018                              | Vienne                              |
| 1040.015-8 | 1953                  | rouge      | ÖGEG                                   | Ampflwang                           |